# Cathédrale Saint-Charles-Borromée de Puno
Cette  cathédrale n’est pas la seule cathédrale Saint-Charles-Borromée.
La cathédrale Saint-Charles-Borromée est une cathédrale construite au XVIIIe siècle dans le style baroque andin et située dans la ville de Puno dans le sud-est du Pérou. Elle est le siège du diocèse de Puno.